# پائولو گوتزی
پائولو گوتزی (استونیایی: Paolo Gozzi؛ زادهٔ ۲۵ آوریل ۲۰۰۱) بازیکن فوتبال اهل ایتالیا است که در پست مدافع برای باشگاه فوتبال زیر ۲۳ سال یوونتوس در سری سی و همچنین باشگاه فوتبال یوونتوس در سری آ بازی می‌کند.

## تیم ملی
وی همچنین در تیم‌های ملی فوتبال زیر ۱۶ سال ایتالیا، زیر ۱۷ سال ایتالیا و زیر ۱۹ سال ایتالیا بازی کرده‌است.
وی نخستین بازی خود برای تیم اصلی یوونتوس را در ۱۳ آوریل ۲۰۱۹ مقابل باشگاه فوتبال اسپال انجام داد.